# Organy administracji centralnej w Polsce w latach 1918-1939
II Rzeczpospolita była republiką konstytucyjną, opartą na państwie prawa (niem. Rechtsstaat). Najważniejszym aktem prawnym była konstytucja uchwalona przez wybranych przedstawicieli narodu. Z konstrukcji państwa prawa wynikały zasady, na których zorganizowano administrację publiczną. Termin ten oznacza administrację wewnętrzną państwa, składającą się z wyodrębnionych pod względem struktury i funkcji podmiotów. Dzielą się one na organy szczebla centralnego oraz jednostki samorządu terytorialnego (gmina, powiat, województwo).
Jednym z najważniejszych organów administracji centralnej w II Rzeczypospolitej była Rada Ministrów, w skład której wchodzili poszczególni ministrowie z Prezesem Rady Ministrów na czele. Ministrowie byli mianowani przez Prezydenta RP. Zgodnie z konstytucją marcową prezydent stał na czele władzy wykonawczej. Wybierany był raz na 7 lat przez połączone izby Sejmu i Senatu, jako Zgromadzenie Narodowe. Poza powoływaniem ministrów obsadzał również wyższe urzędy cywilne i wojskowe. Po przewrocie majowym w 1926 roku pozycja prezydenta uległa jeszcze wzmocnieniu, co znalazło swoje odbicie w konstytucji kwietniowej z 1935 roku. Prezes Rady Ministrów, czyli premier, reprezentował rząd i kierował jego pracami. Do kompetencji Rady Ministrów należało koordynowanie działalności administracyjnej poszczególnych ministerstw, wydawanie zarządzeń administracyjnych, podejmowanie uchwał i wydawanie aktów administracyjnych, występowanie z projektami ustawodawczymi, uchwalanie projektu budżetu i realizacja polityki zagranicznej. Organem pomocniczym premiera i Rady Ministrów było Prezydium Rady Ministrów. Ministrowie dzielili się na trzy kategorie. Pierwszą stanowili ministrowie resortowi, drugą tzw. ministrowie bez teki, czyli niestojący na czele żadnego z resortów, ostatnią grupę stanowili kierownicy urzędów centralnych w randze ministerialnej np. prezes Głównego Urzędu Likwidacyjnego, Głównego Urzędu Miar lub Najwyższej Izby Kontroli. Liczba ministerstw w II RP nie była stała, początkowo było ich 16, natomiast w latach trzydziestych już tylko 11 (Spraw Zagranicznych, Spraw Wewnętrznych, Spraw Wojskowych, Skarbu, Sprawiedliwości, Rolnictwa i Reform Rolnych, Przemysłu i Handlu, Komunikacji, Opieki Społecznej, Poczt i Telegrafów, Wyznań Religijnych i Oświecenia Publicznego). Ministerstwa dzieliły się na departamenty, kierowane przez dyrektorów a departamenty na wydziały, na czele których stali naczelnicy. Przy niektórych z ministerstw powstały urzędy centralne, mające pewna autonomię. Należały do nich: Państwowy Urząd Wychowania Fizycznego i Przysposobienia Wojskowego, Prokuratoria Generalna Rzeczypospolitej Polskiej, Państwowy Urząd Kontroli Ubezpieczeń, Dyrekcja Polskiego Monopolu Tytoniowego Dyrekcja Państwowego Monopolu Spirytusowego, Generalna Dyrekcja Loterii Państwowej, Główny Urząd Statystyczny, Główna Komisja Ziemska, Urząd Patentowy, Główny Urząd Miar, Urząd Emigracyjny, Główny Inspektor Pracy, Główny Urząd Ubezpieczeń i Zarząd Główny Funduszu Bezrobocia. Istniały także organy opiniodawcze i doradcze przy poszczególnych ministerstwach i były to min. Państwowa Rada Samorządowa, Rada Spożywców, Państwowa Rada Finansowa, Rada Spółdzielcza, Państwowa Rada Ochrony Przyrody, Państwowa Rada Muzealna, Rada Handlowo-Przemysłowa czy Państwowe Rady Chemiczna, Naftowa, Elektryczna i Geologiczna.